# Catephia albirena
Catephia albirena är en fjärilsart som beskrevs av George Francis Hampson 1926. Catephia albirena ingår i släktet Catephia och familjen nattflyn. Inga underarter finns listade i Catalogue of Life.